# ويستد
«ويستد» (بالإنجليزية: Wasted)‏ هي أغنية لفرقة الروك البريطانية ديف ليبارد. الأغنية هي الأولى المنفردة الأولى والأغنية السابعة من ألبومها الأول أون ثرو ذا نايت.
التسجيل البارز في الأغنية المنفردة هو نسخة مختلفة عن الموجودة في الاسطوانة الطويلة للألبوم أون ثرو ذا نايت. الوجه الثاني للأغنية هي أغنية «هيلو أميريكا»، التي هي بدورها أيضاً تسجيل مختلف عن الموجود في الاسطوانة المطولة. هاتان النسختان البديلتان المتوفرتان كأغنيتين منفردتين فقط من «ويستد» و«هيلو أميريكا» لم تصدرا على السي دي، باستثناء الإصدارات الغير رسمية. كان التسجيل من إنتاج نيك تاوبر، الذي اختارته الفرقة بسبب عملائه السابقين، ثين ليزي بالتحديد. الأغنيتان الأخريان، «روك بريغيد» (المعاد تسجيلها أيضاً) و«غلاد آم ألايف» تم تسجيلهما أثناء فترة التسجيل، لكنهما تُركتا عندما لم تُعجب إدارة الفرقة بالإنتاج، مما نتج عنه إصدار «ويستد» و«هيلو أميريكا» كأغنيتين منفردتين. نسختا تاوبر من «روك بريغيد» و«غلاد آم ألايف» بقيتا بدون أن تُصدرا.
بالرغم من إنكار ديف ليبارد لـأون ثرو ذا نايت، إلا أن «ويستد» غُنيت بشكل مباشر أحياناً في معظم الجولات حتى الوقت الحاضر؛ كونها الأغنية الوحيدة من ذلك الألبوم - باستثناء ستة أداءات لـ«روك بريغيد» في 2005 و2013 - التي أُديت منذ إكمال جولة بايرومانيا.

## قائمة الأغاني
الفينيل البريطاني، 7"، الأغنية المنفردة
1. «ويستد»
2. «هيلو أميريكا»